# لجنة الحقيقة والمصالحة (ساحل العاج)
أدت لجنة الحوار والحقيقة والمصالحة اليمين أمام رئيس ساحل العاج الحسن واتارا في 28 سبتمبر 2012 ردًا على أعمال العنف التي أعقبت الانتخابات في كوت ديفوار 2010-2011 . وتألفت اللجنة من 11 عضوا برئاسة رئيس الوزراء السابق تشارلز كونان باني وزعماء دينيين وممثلين إقليميين ولاعب كرة القدم الإيفواري ديدييه دروجبا. تم تصميم اللجنة على غرار لجنة الحقيقة والمصالحة في جنوب إفريقيا ومنحها عامين لإكمال ولايتها للتحقيق في انتهاكات حقوق الإنسان السابقة وتقديم توصيات حول كيفية منع الانتهاكات في المستقبل وتقديم تعويضات للضحايا. بالإضافة إلى جمع إفادات خاصة من الضحايا، نظمت اللجنة جلسات استماع علنية، واجه خلالها الضحايا الجناة أمام مفوضي اللجنة. ومع ذلك، فإن الافتقار إلى البث التلفزيوني من الهيئة وقلة التغطية الإعلامية تعني أن تصريحات الشهود القوية كان لها تأثير ضئيل في جميع أنحاء البلاد. منذ الانتهاء من التقرير والتوصيات النهائية، لم ينشر واتارا التقرير النهائي، على الرغم من الدعوات العديدة في هذا الصدد. أدت اللجنة إلى إنشاء اللجنة الوطنية للمصالحة وتعويض الضحايا في 25 مارس 2015 مع صندوق تعويضات قدره 15 مليون يورو.

## الإنشاء والولاية
قبل اللجنة، كانت كوت ديفوار لا تزال تتعافى من عقد من الصراع والاضطرابات، المتجذرة في الخلاف السياسي والتوترات العرقية-الطائفية، والتي بلغت ذروتها في أزمة ما بعد الانتخابات 2010-2011.  أدى رفض الرئيس المنتهية ولايته لوران غباغبو قبول واتارا كفائز في انتخابات عام 2010 إلى أزمة سياسية عنيفة حيث قُتل ما لا يقل عن 3000 مدني، واغتُصبت أكثر من 150 امرأة، وارتكبت انتهاكات حقوق الإنسان من قبل الطرفين. في 27 أبريل 2011، وعد واتارا بتشكيل لجنة على غرار لجنة الحقيقة والمصالحة في جنوب إفريقيا وأعلن رئيس الوزراء السابق تشارلز كونان باني رئيسًا للجنة.  تم تكليف اللجنة بـ «وضع تصنيف لانتهاكات حقوق الإنسان»، و«إثبات الحقيقة وتحديد المسؤولية عن الأحداث الاجتماعية السياسية الماضية والحالية»، و«الاستماع إلى الضحايا والحصول على اعتراف بالحقائق من قبل الجناة» و«تحديد وتقديم توصيات تجاه النضال ضد الظلم وعدم المساواة من كل نوع والقبلية والمحسوبية والإقصاء والكراهية بكل أشكالها». ومن الجدير بالذكر أن اللجنة تفتقر إلى صلاحيات العفو لإبراء ذمة أي شخص. في ديسمبر 2014، قدم باني التقرير النهائي للجنة إلى الرئيس آنذاك واتارا.

## السياق
تتضمن حماية حقوق الإنسان شبكة متعددة الأبعاد من الآليات الوطنية والدولية لمراقبة الدول والحكم عليها وشجبها وإكراهها، فضلاً عن توفير الإغاثة للضحايا. مع انتقال العديد من دول غرب إفريقيا من الأنظمة السياسية التي اتسمت بالعنف والصراع وانتهاكات حقوق الإنسان، بما في ذلك كوت ديفوار، صاغ العديد منها طريقهم نحو العدالة الانتقالية بعد جنوب إفريقيا، وأنشأوا لجان مصالحة على أمل تحديد الأسباب الجذرية والعواقب المجتمعية لانتهاكات حقوق الإنسان في الماضي.  ومع ذلك، في نطاق العدالة الانتقالية، تميل لجان الحقيقة إلى الميل نحو نماذج العدالة التصالحية بدلاً من نماذج العدالة الجزائية، والتي تهدف غالبًا إلى التوفيق بين المجتمعات المنقسمة في أعقاب النزاع بدلاً من محاسبة المتهمين بانتهاكات حقوق الإنسان.

## تأثير
قدمت اللجنة تقريرها النهائي إلى واتارا في ديسمبر 2014، ولكن اعتبارًا من ديسمبر 2018، لم يكن التقرير قد نُشر على الملأ.  لم يقدم واتارا أي تفسير لعدم نشر التقرير. كان الإجراء الملموس الوحيد الذي نشأ عن اللجنة هو إنشاء اللجنة الوطنية للمصالحة وتعويض الضحايا مع صندوق تعويض قدره 15 مليون يورو تم توفيره لتعويض ضحايا الانتهاكات المرتكبة من 1990 إلى 2012 تم إنشاء وكالة حكومية أخرى، وهي البرنامج الوطني للتماسك الاجتماعي لتنفيذ برنامج التعويضات.

## انتقادات
تم انتقاد المجلس على نطاق واسع من قبل المجتمعات المدنية المحلية وجماعات الضحايا والمنظمات غير الحكومية الدولية. اتفق معظم مراقبي حقوق الإنسان الدوليين والمحليين على أن اللجنة لم تحرز سوى تقدم ضئيل في تحقيق ولايتها وانتقدوا واتارا على نطاق واسع لعدم نشر التقرير النهائي.  إن الشهادات العلنية الثمانين لا تمثل سوى جزء صغير من 72483 إفادة شاهد تلقتها اللجنة.  كما تم تقييد التغطية الإعلامية مما أثار تساؤلات حول ما إذا كان بإمكان اللجنة تحقيق أهدافها في معالجة الصدمة الوطنية. وانتقد الكثيرون الإسناد المفرط في الطموح للهيئة وافتقارها إلى القدرة على الترجمة إلى سياسات ملموسة، وتعزيز المصالحة والتماسك الاجتماعي الأقوى.
أثار ترشيح باني اتهامات سريعة بالتحيز السياسي. أعرب بعض الدبلوماسيين الأجانب وكذلك أعضاء المجتمع المدني الإيفواري، بما في ذلك المنظمات الموالية لاتارا، عن قلقهم بشأن ترشيح باني -وهو سياسي مخضرم في الحزب الديمقراطي لكوت ديفوار.  استشهدًا بخلفيته السياسية الحزبية كمستشار سياسي لاتارا خلال انتخابات 2010 ولاحظوا عدم وجود تشاور مع المجتمع المدني في جعل الترشيح غير متأكدين مما إذا كان سيلهم الجماعات على كلا الجانبين للشعور بالراحة والثقة في اللجنة. 